# Humahuaca (Jujuy)
Humahuaca is een plaats in het Argentijnse bestuurlijke gebied Humahuaca in de provincie Jujuy. De plaats telt 11.387 inwoners.

## Galerij

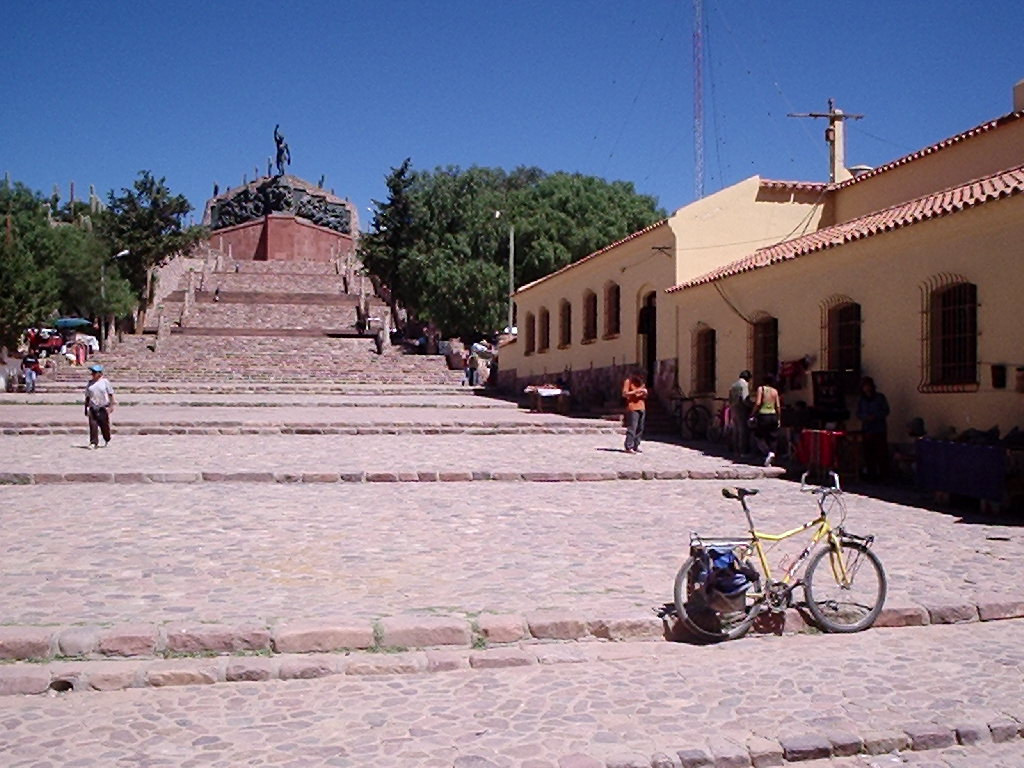
Monument in Humahuaca
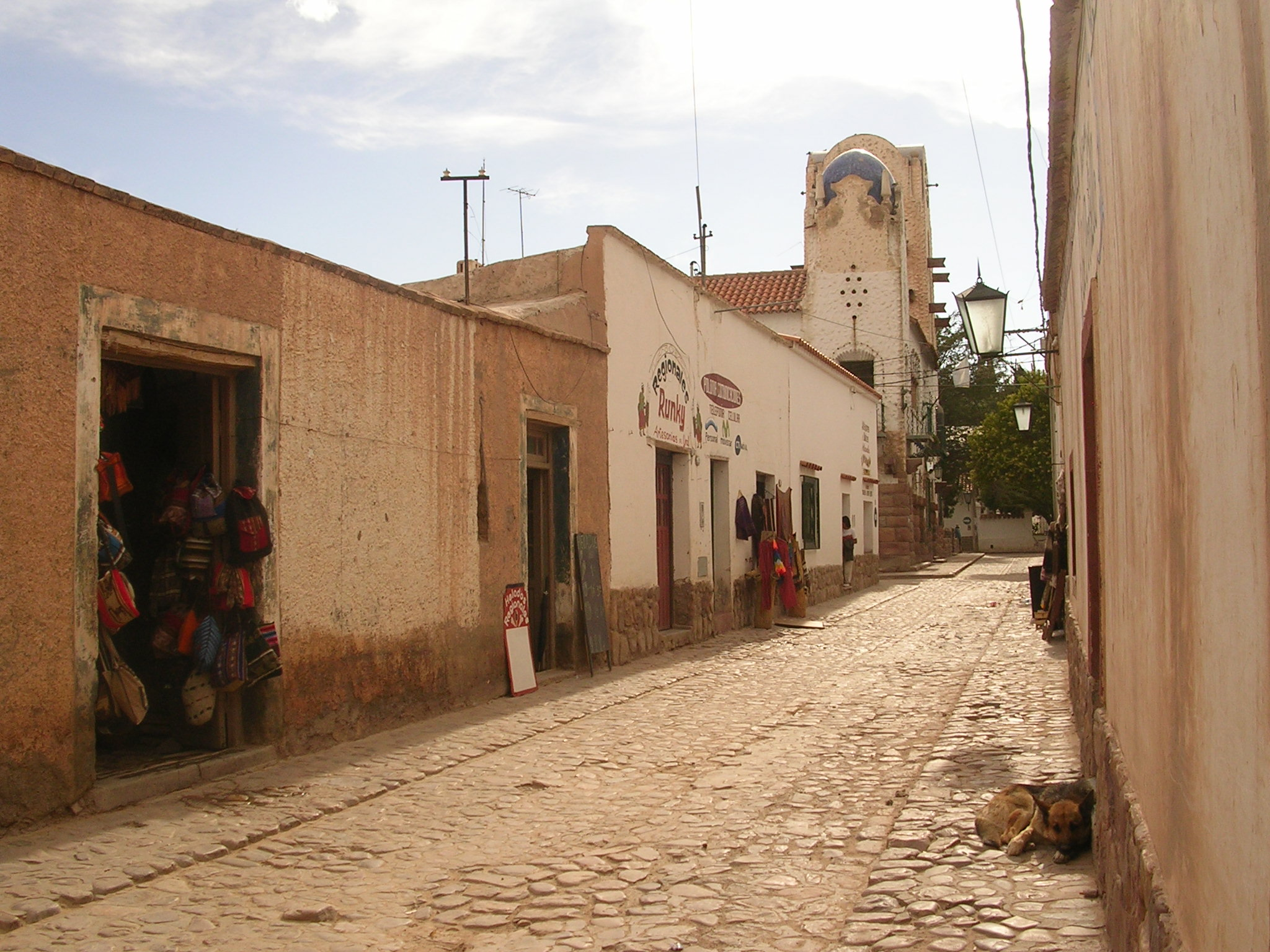
Straat in Humahuaca